# Maksim Fadiejew
Maksim Aleksandrowicz Fadiejew (ros. Максим Александрович Фадеев; ur. 6 maja 1968 roku w Kurganie) – rosyjski piosenkarz, autor piosenek, kompozytor oraz producent muzyczny i telewizyjny.

## Życiorys

### Wczesne lata
Maksim Fadiejew urodził się 6 maja 1968 roku w Kurganie jako syn Aleksandra Iwanowicza i Swietłany Pietrownej Fadiejewów. Ma brata, Artioma. Jako dziecko uczęszczał do kurgańskiej szkoły muzycznej, gdzie uczył się gry na gitarze basowej.

### Kariera
W 1989 roku Fadiejew zaczął karierę muzyczną, nawiązując współpracę z muzykami, takimi jak np. Larisa Dolina i Walerij Leoniew. Na początku kariery wspierał go aktor Siergiej Kirilow. W 1992 roku ukazała się płyta studyjna zatytułowana Tancuj na bytiom stiekle, którą nagrał razem z zespołem Konwoj. W 1993 roku Fadiejew został menedżerem piosenkarki Swietłany Geiman (znanej później jako Linda), dla której pisał, komponował i produkował piosenki. Para zakończyła współpracę w 1999 roku. 
W 1997 roku wydał swój debiutancki album studyjny zatytułowany Nożnicy. W 1999 roku premierę miała jego druga płyta długogrająca zatytułowana Niega. W 2001 roku stworzył oficjalną ścieżką dźwiękową do filmu The Red One: Triumph.
W 2003 roku Fadiejew został producentem drugiego sezonu programu Fabrika zwiozd, będącego rosyjską wersją programu Star Academy, emitowanego w Pierwyj kanał. Niedługo po zakończeniu emisji programu został menedżerem Natalii Ionowej, znanej później jako Glukoza. W tym czasie zaczął też współpracę z Juliją Sawiczewą. W tym samym roku założył swoją własną wytwórnię muzyczną Monolit Records z siedzibą w Moskwie. W 2005 roku został producentem piątego sezonu programu Fabrika zwiozd.
W 2007 roku został producentem wymyślonego przez siebie girls bandu Serebro, który powstał na potrzeby reprezentowania Rosji w 52. Konkursie Piosenki Eurowizji. Zespół zajął ostatecznie trzecie miejsce w konkursie organizowanym w Helsinkach. W tym samym roku Fadiejew napisał książkę zatytułowaną Sawwa, a potem stworzył scenariusz do filmu animowanego o tym samym tytule. Tytułowy bohater inspirowany był synem producenta, Sawwą. W 2010 roku adaptację produkcji napisał amerykański scenarzysta, Gregory Poirier, Fadiejew zajął się stworzeniem muzyki do filmu. 
W 2014 roku zaczął współpracę producencką z Nargiz Zakirową. 15 kwietnia 2016 roku ukazała się jego nowa płyta studyjna zatytułowana Oil Plant.

### Życie prywatne
Jest żonaty z Natalią, z którą ma syna, Sawwę.

## Dyskografia

### Albumy studyjne
- Nożnicy (1997)
- Niega (1999)
- Oil Plant (2016)